# Fetva
Fetva (arapski: فتوى) je pravna odluka odnosno zakonska izjava u islamu koju izdaje pravnik, specijalist za određen slučaj. Fetva se obično izdaje na zahtjev osobe ili suca kako bi se razriješilo pitanje gdje je fikh, islamsko pravo, nejasno.  Učenjak (alim) koji je sposoban izdati fetvu se naziva mudžtehid. Osoba koja izdaje fetve je Muftija.
Fetva se može odnositi samo na pitanja koja nisu izričito precizirana u Kuranu.